# Glenea iridescens
Glenea iridescens là một loài bọ cánh cứng trong họ Cerambycidae.